# Kappa (firma)
Kappa je výrobce sportovního oblečení a obuvi společnosti BasicNet. V jejím sortimentu se nacházejí i další produkty, např. tašky a sportovní potřeby. Mimo samotné značky Kappa jsou v portfoliu společnosti BasicNet také značky Robe di Kappa, Jesus Jeans, Superga a K-Way.

## Historie
Italská firma nesoucí značku Kappa vznikla v roce 1916. Přesný vznik společnosti je datován dne 12. listopadu 1916 (oficiální zápis u notáře proběhl 1. listopadu 1916), kdy byla založena pod názvem Calzificio Torinese akciová společnost, jejímiž vlastníky byli Abram Vitale, Guglielmo Marengo a Ettore Gaetano Donn. Společnost oficiálně vznikla zápisem u turínského obchodního soudu 16. prosince 1916. Jako splátku dluhu získali společníci stroj na zpracování bavlny a mohla tak začít s výrobou ponožek.
I když byla druhá světová válka obrovskou tragédií, firmě přinesla prosperitu, protože narostly vládní zakázky. Firma vyráběla pro vojáky a k ponožkám se přidalo další pletené zboží. V této době také poprvé neslo zboží ochrannou známku. V roce 1943 byla továrna Calzificio Torinese vybombardována do základů. Americký útok považoval továrnu za legitimní cíl, protože zásobovala italskou armádu.
V roce 1951 došlo k obnovení továrny. Protože již nemohla firma počítat s vojenskými zakázkami, zaměřila se na výrobu oblečení pro běžného zákazníka. V roce 1955 se společnost rozšířila a spojila se se společností Manifattura Tessuti Maglierie. Toto jméno nesla v další činnosti a původní název Calzificio Torinese zanikl. K roku 1956 se datuje vznik značky. Vznikla velmi jednoduše. Protože zákazníci vraceli zboží na sklad kvůli výrobní chybě, začala pro zvýšení důvěryhodnosti společnost výrobky více kontrolovat a takové výrobky označovat monogramem K (K – Kontroll), aby poukázala na maximální kvalitu podle německých standardů.
Každý chtěl nosit ponožky s K. Tak vznikla ochranná známka Kappa a firma se stala obchodním lídrem na italském trhu v ponožkách a spodním prádle. Rok 1968 byl opět přelomový. Mladý Maurizio Vitale (pokračovatel rodu a vlastník společnosti) viděl Johna Lenona během jednoho z jeho proslovů. John Lenon měl na sobě tehdy armádní košili nějakého vojáka, který padl ve Vietnamu. Na základě této inspirace pak nechal ve své firmě spodní prádlo barvit armádní zelenou barvou a označovat znaky, erby a symboly. Dal tak vzniknout military stylu. V roce 1969 vzniklo dnes dobře známé logo. Během fotografování pro katalog plavek Beatrix si chtěli chlapec s dívkou, kteří byli modely pro toto fotografování, odpočinout a posadili se na zem k sobě zády. Siluety, kterou vytvořil jejich stín, si všiml Maurizio Vitale a ten na základě této inspirace vytvořil nové logo.